# Cheirolophus santos-abreui
Cheirolophus santos-abreui là một loài thực vật có hoa trong họ Cúc. Loài này được A.Santos mô tả khoa học đầu tiên năm 1983.